# Giuseppe Piva
Giuseppe Piva (Piacenza, 26 aprile 1977 – Piacenza, 21 maggio 2023) è stato un regista, sceneggiatore e produttore televisivo italiano.

## Biografia
Si diplomò alla Scuola di Alta Formazione Cinematografica di Marco Bellocchio.
Esordì come regista nel 2007 con il cortometraggio Body Art, con il quale partecipò alla settima edizione del Joe D'Amato Horror Festival.
Il 2012 fu l'anno in cui affrontò il tema della violenza contro le donne nel cortometraggio drammatico Men Rapist scritto da Giosuè Cremonesi.
Nel 2014 vinse il primo premio nella categoria fiction al concorso "La grande occasione" organizzato da Canon con il cortometraggio ES scritto ancora da Cremonesi.
Nel 2015 realizzò per la prima volta una serie TV, Nero, 6 puntate distribuite in streaming su Infinity TV e su Amazon Prime Video. Nello stesso anno la serie fu selezionata al Roma Fiction Fest. Nero ottenne anche 20 candidature e 5 premi (tra cui Miglior regista thriller) ai Rome Web Awards del 2016.
Nel 2017 diresse il cortometraggio Memoria, scritto da Valeria Mingolla, Laura Fusconi e Fabio Maselli, sul tema delle nuove tecnologie.
Nel 2018 vinse il bando Racconti - Local Plus #2 di IDM Film Funding e Provincia di Bolzano per lo sviluppo del cortometraggio The Receptionist , da lui diretto l'anno successivo (film scritto da Alessio Posar e prodotto da Alex Pescosta).
Nel dicembre del 2020 Giuseppe Piva fu showrunner e regista della serie ambientata nel mondo del calcio Last Bet 11.
Piva è morto il 21 maggio 2023 in seguito a un arresto cardiaco. Negli ultimi tempi lavorava per Telelibertà, un'emittente piacentina. Lasciò un figlio e la compagna, con la quale avrebbe dovuto sposarsi quello stesso anno.

## Filmografia

### Regista

#### Televisione
- Provincia thriller - serie TV, 6 episodi (2013)
- Nero - serie TV, 6 episodi (2015)
- Quarta dimensione - documentario, 30 episodi (2019-2021)

#### Cortometraggi
- Men Rapist (2012)
- ES (2014)
- Memoria (2017)
- The Receptionist (2020)

### Produttore

#### Televisione
- Quarta dimensione - serie TV, 30 episodi (2019-2021)

#### Cortometraggi
- Nero notte (2013)